# Bahrain Petroleum Company
Die Bahrain Petroleum Company (BAPCO); (arabisch شركة نفط البحرين Scharikat Naft al-Bahrayn, DMG Šarikat Nafṭ al-Baḥrayn) ist ein Erdölunternehmen im Besitz der Regierung von Bahrain. Es wurde im Jahr 1929 durch die Standard Oil of California gegründet.
Im Jahr 1932 wurde das erste Öl- und im Jahr 1948 das erste Gasvorkommen gefunden. 1934 wurde das erste Öl verschifft und 1936 die Raffinerie in Sitra eröffnet.
BAPCO verfügt über eine Raffinerie () mit einer Kapazität von 267.000 Barrel Öl täglich (bpd) und ein eigenes Verladeterminal.
Der größte Teil des Öls und der daraus hergestellten Produkte werden exportiert (49 % in die GCC-Staaten, 20 % nach Japan und Südostasien, 16 % nach Afrika, 12 % nach Europa).